# Bifur (revue)
 (février 2017).
Si vous disposez d'ouvrages ou d'articles de référence ou si vous connaissez des sites web de qualité traitant du thème abordé ici, merci de compléter l'article en donnant les références utiles à sa vérifiabilité et en les liant à la section « Notes et références ».
Pour les articles homonymes, voir Bifur.
Bifur est une revue française publiée entre 1929 et 1931 aux Éditions du Carrefour, sous l'impulsion de Pierre Gaspard Lévy (1894-1945) et de Georges Ribemont-Dessaignes. Ces derniers composent le Comité de rédaction de la revue, accompagnés de Nino Frank, qui exerce la fonction de secrétaire général. 

## Description
L'équipe éditoriale souhaite s'entourer de correspondants internationaux, et fait alors appel à des écrivains, journalistes, poètes ou essayistes ; Boris Pilniak, Bruno Barilli, James Joyce, William Carlos Williams et Ramón Gómez de la Serna collaborent ainsi à l'écriture et exercent une fonction de conseil. Cette collaboration aura lieu au moins jusqu'au 7e numéro, et n'est plus mentionnée dans le numéro 8, où seuls les noms de Pierre Lévy et de Georges Ribemont-Dessaignes apparaissent. 
La revue connut 8 numéros. Pour l'année 1929, les dates de parution furent  les 25 mai, 25 juillet, 30 septembre et 31 décembre ; puis en 1930, les 30 avril, 31 juillet et 10 décembre ; la dernière édition, enfin, parut le 10 juin 1931. 
Bifur s'inscrit dans un contexte d'éclosion de revues littéraires et artistiques telles que Minotaure, Documents, La Révolution surréaliste, L'Esprit nouveau, Cercle et carré, Montparnasse ou encore CAP (Critique, Art, Philosophie). Bifur diffère cependant de ces dernières par l'absence de format préconçu à ses numéros ; en effet, il semble que Nino Frank, secrétaire général de la revue, n'ait pas voulu d'une revue d'art, mais plutôt que l'art serve les idées de Bifur.
Bifur se présente comme une revue dont la mise en page peut déconcerter le lecteur non averti. En effet, les sommaires sont peu conventionnels et ardus à la lecture ; les textes semblent ne suivre aucun fil directeur, tout comme les illustrations, qui portent par ailleurs des légendes souvent sans rapport apparent avec ces dernières. Le corpus d'images est essentiellement composé de photographies, et parfois, d'images tirées de films ou encore de reproductions de tableaux. Quatre agences de presse sont à l'origine d'une part des images : Ecce photo, agence allemande, Keystone et Wide World, qui sont américaines, et enfin le Service Général de la Presse.   

### Les textes
Cent vingt-sept auteurs collaborent aux huit numéros de la revue. Parmi eux, Blaise Cendrars, Henri Michaux, Tristan Tzara, Jean Toomer, André Salmon, Jean Giono, Robert Desnos, Ernest Hemingway, André Malraux, Franz Kafka, Jacques Prévert, Martin Heidegger, ou encore Jean-Paul Sartre. Quatre femmes voient leurs textes publiés : Lilika Nacos, grecque, et Ingelborg Refling-Hagen, norvégienne, ainsi que les françaises Georgette Camille et Jeanne Bailhache. 

## L'iconographie
Les photographes dont le travail est représenté et crédité dans la revue sont les suivants : Nora Dumas, André Kertész, Germaine Krull, Eli Lotar, Charles Sheeler, Ina Bandy, Vorobeishisz, Tina Modotti, Leistikow, Maurice Tabard, Edmund Kesting, Sasha Stone, Claude Cahun, Laszlo Moholy-Nagy, Sébastien. 
Un certain nombre de photographies sont anonymes. Les photographies de presse, pour la plupart, sont créditées des agences Ecce Photo, Keystone, Wide World ou Service général de la presse. Enfin, plusieurs reproductions d'œuvres peintes ou sculptées apparaissent, dont L’Électrification des campagnes de Pierre Roy, Feuilles (c. 1929) de Séraphine Louis, ou encore d'œuvres de Jacques Lipchitz, Massimo Campigli, André Derain, Jean Lurçat, André Masson, Paul Klee, Giorgio de Chirico, Joseph Sima, Christian Bérard, Max Ernst, Fernand Léger, Jean Hugo, Alberto Giacometti et Hans Arp.   
La revue publie également des images extraites de films : Un chien andalou de Luis Buñuel, La Ligne générale de Sergueï Eisenstein, Pilotis de Joris Ivens ainsi qu'un extrait de film non précisé par Man Ray sont ainsi représentés.